# Ochesaarina
Ochesaarina is een geslacht van uitgestorven kreeftachtigen uit de klasse van de Ostracoda (mosselkreeftjes).

## Soorten
- Ochesaarina auriculata Neckaja, 1960 †
- Ochesaarina demidenkoae Tschigova, 1977 †
- Ochesaarina guangxiensis Sun & Wang, 1985 †
- Ochesaarina impercepta Pranskevichius, 1973 †
- Ochesaarina inconsulta Tschigova, 1977 †
- Ochesaarina inexplorata Tschigova, 1977 †
- Ochesaarina lunaris Sarv, 1980 †
- Ochesaarina ostaschkovitchiensis Tschigova, 1977 †
- Ochesaarina probata Tschigova, 1977 †
- Ochesaarina rotundata Abushik, 1971 †
- Ochesaarina singularis Pranskevichius, 1973 †
- Ochesaarina uralica Neckaja, 1960 †
- Ochesaarina variolaris Neckaja, 1960 †